# Calastacus stilirostris
Calastacus stilirostris är en kräftdjursart som beskrevs av Faxon 1893. Calastacus stilirostris ingår i släktet Calastacus och familjen Calocarididae. Inga underarter finns listade i Catalogue of Life.